# 大沢桃子
大沢 桃子（おおさわ ももこ、12月22日 - ）は、日本の演歌歌手、シンガーソングライター。本名および生年は非公表。所属事務所はビーエスプロダクション。所属レコード会社は徳間ジャパンコミュニケーションズ。

## 来歴
岩手県大船渡市出身。5歳のときに父を交通事故で亡くし（事故当日は両親の結婚記念日であった）、「母を楽にさせたい」との思いから歌手を目指すため、高校卒業後に上京。上京後、アルバイトや派遣社員として働きながら、歌の教室にいくつも通っていたが、なかなかデビューすることが出来ず、親戚を頼って、「エレキの神様」として有名な寺内タケシに弟子入りし、ライブツアーにスタッフとして同行した。また、歌だけではなく踊りの分野でも浅香光代に師事。1998年9月23日に「娘炎節（じょうえんぶし）」でデビューした。
2008年、千葉県印旛郡栄町のふれあいプラザさかえ文化ホールでファーストコンサートを開催。特別ゲストとして師匠の浅香も駆けつけた。

## 人物・エピソード
- 身長155cm。血液型はAB型。
- 芸名は浅香光代が名付けた。名字の大沢は、浅香が長年出演していたTBSラジオ「大沢悠里のゆうゆうワイド」のパーソナリティである大沢悠里からつけられた。
- デビュー曲の「娘炎節」と「忘れちゃいやだよ」の作曲は寺内タケシ。
- 女性演歌歌手では珍しいシンガーソングライターとして、「仲村つばき」または「なかむら椿」のペンネームで自ら作詞・作曲を手掛けている。「椿（つばき）」は、出身地である大船渡市の市の花であるツバキよりつけた。なお、最初に自身で作詞・作曲をした作品「夢彩花」はなかむら椿ではなく大沢桃子名義であった。
- 特技である書道は八段の腕前で、新曲用のポスターやCD・カセットテープのジャケット写真の題字の多くは本人により書かれたものである。なお、デビュー直後のサイン会などは油性マーカーを使用していたが、以前より浅香光代が巻紙に筆で書いていたこと、大沢自身も特技をいかせることから切り替えた。
- 浅香光代の弟子ということから浅香主宰の舞台に出演することがある。
- プロフィールによっては「2003年七福神でデビュー」と紹介されている。これはメジャーとしてのデビューである。そのために「第○弾シングル」という際にキングレコード時代の作品は除かれていることがほとんどである。
- かつて事務所の車で東北自動車道を東京へ向かって移動中、立ち寄った都賀西方PAで、大沢を残したまま事務所の車が走り去ってしまうという事件が発生。携帯電話を持って降りていなかった大沢は、藁にもすがる思いで高速道路の非常電話で通報し、事態を説明したところ、電話口のオペレーターに、至って冷静に「それは……置き去りですね」と言われた。
- ステージでは個性的な衣装を着ることが多いが、特に独特な着物のようなドレスのような、振袖にフリルのついた衣装は大沢本人デザインである（大沢は和装ドレスと呼んでいる）。そのことがBSよしもとの「うたフレ」に出演した際に話題になった折、大沢のデザイン画を披露したところ、MCのとにかく明るい安村に「これ阿佐ヶ谷姉妹でしょ！」と言われた。
- 出身地である大船渡市から「ふるさと大使」、岩手県西磐井郡平泉町から「観光大使」をそれぞれ任命されている。
- 大船渡市が実施している「さんま焼き師認定試験」に合格し、さんま焼き師の資格を持つ。この試験は大船渡現地にて二日間に渡って実技と筆記の試験を行う本格的なものであるが、大沢は、自己紹介の際にさんま焼き師であることを話すと大抵、相手の反応が微妙であることに戸惑いを感じている。
- 以前はココログでブログを書いていた（現在はアメブロに移行）。

## ディスコグラフィ

### シングル
- 「なかむら椿」「仲村つばき」は大沢のペンネーム。

| #  | 発売日          | 曲順  | タイトル                                | 作詞         | 作曲       | 編曲       | オリコン 最高順位 | レーベル        | 規格品番   |
| -- | --------------- | ----- | --------------------------------------- | ------------ | ---------- | ---------- | ----------------- | --------------- | ---------- |
| 1  | 1998年 9月23日  | 01    | 娘炎節                                  | 荒木とよひさ | 寺内タケシ | 桜庭伸幸   | -                 | キング レコード | KIDX-408   |
| 1  | 1998年 9月23日  | 02    | 忘れちゃいやだよ                        | 荒木とよひさ | 寺内タケシ | 桜庭伸幸   | -                 | キング レコード | KIDX-408   |
| 2  | 2001年 5月23日  | 01    | 演歌娘21                                | 佐藤雅一     | 佐藤雅一   | 宮澤謙     | -                 | キング レコード | KIDX-599   |
| 2  | 2001年 5月23日  | 02    | 夢彩花                                  | 大沢桃子     | 大沢桃子   | 宮澤謙     | -                 | キング レコード | KIDX-599   |
| 3  | 2003年 4月23日  | 01    | 七福神                                  | なかむら椿   | 佐藤雅一   | 池多孝春   | -                 | ガウス          | GRDE-131   |
| 3  | 2003年 4月23日  | 02    | 海上七夕                                | なかむら椿   | なかむら椿 | 伊戸のりお | -                 | ガウス          | GRDE-131   |
| 4  | 2004年 3月24日  | 01    | おんなの春                              | なかむら椿   | なかむら椿 | 池多孝春   | -                 | ガウス          | GRCA-11    |
| 4  | 2004年 3月24日  | 02    | 人生劇場、パラダイス                    | なかむら椿   | 佐藤雅一   | 伊戸のりお | -                 | ガウス          | GRCA-11    |
| 5  | 2005年 3月24日  | 01    | 南部恋唄                                | なかむら椿   | なかむら椿 | 伊戸のりお | -                 | ガウス          | GRCA-57    |
| 5  | 2005年 3月24日  | 02    | 女ひとりの港町                          | 未来里麻     | 佐藤雅一   | 南郷達也   | -                 | ガウス          | GRCA-57    |
| 6  | 2006年 7月5日   | 01    | 暗門の滝                                | なかむら椿   | なかむら椿 | 伊戸のりお | -                 | 徳間 ジャパン   | TKCA-90125 |
| 6  | 2006年 7月5日   | 02    | 母娘雲                                  | 未来里麻     | なかむら椿 | 池多孝春   | -                 | 徳間 ジャパン   | TKCA-90125 |
| 7  | 2007年 6月6日   | 01    | 夢をくれたひと                          | なかむら椿   | なかむら椿 | 南郷達也   | -                 | 徳間 ジャパン   | TKCA-90204 |
| 7  | 2007年 6月6日   | 02    | 夜半の酒                                | 未来里麻     | なかむら椿 | 南郷達也   | -                 | 徳間 ジャパン   | TKCA-90204 |
| 8  | 2008年 4月23日  | 01    | みちのく平泉                            | なかむら椿   | なかむら椿 | 佐伯亮     | -                 | 徳間 ジャパン   | TKCA-90271 |
| 8  | 2008年 4月23日  | 02    | 想慕月                                  | 未来里麻     | なかむら椿 | 池多孝春   | -                 | 徳間 ジャパン   | TKCA-90271 |
| 9  | 2009年 3月4日   | 01    | 石割桜                                  | なかむら椿   | なかむら椿 | 伊戸のりお | 49位              | 徳間 ジャパン   | TKCA-90318 |
| 9  | 2009年 3月4日   | 02    | 二人咲き                                | 未來里麻     | なかむら椿 | 伊戸のりお | 49位              | 徳間 ジャパン   | TKCA-90318 |
| 10 | 2010年 2月3日   | 01    | 風の丘                                  | なかむら椿   | なかむら椿 | 池多孝春   | 36位              | 徳間 ジャパン   | TKCA-90372 |
| 10 | 2010年 2月3日   | 02    | 女盛りは歳じゃない                      | 未來里麻     | なかむら椿 | 伊戸のりお | 36位              | 徳間 ジャパン   | TKCA-90372 |
| 11 | 2010年 9月8日   | 01    | 京都洛北路                              | なかむら椿   | なかむら椿 | 宮澤謙     | -                 | 徳間 ジャパン   | TKCA-90396 |
| 11 | 2010年 9月8日   | 02    | 女ひとり                                | 永六輔       | いずみたく | 宮澤謙     | -                 | 徳間 ジャパン   | TKCA-90396 |
| 12 | 2011年 3月9日   | 01    | 涙唄                                    | なかむら椿   | 幸耕平     | 伊戸のりお | 33位              | 徳間 ジャパン   | TKCA-90423 |
| 12 | 2011年 3月9日   | 02    | また惚れた                              | 未來里麻     | なかむら椿 | 伊戸のりお | 33位              | 徳間 ジャパン   | TKCA-90423 |
| 13 | 2012年 2月8日   | 01    | 恋し浜                                  | なかむら椿   | 幸耕平     | 矢野立美   | 31位              | 徳間 ジャパン   | TKCA-90469 |
| 13 | 2012年 2月8日   | 02    | ねぇ…お父さん                           | 未來里麻     | なかむら椿 | 伊戸のりお | 31位              | 徳間 ジャパン   | TKCA-90469 |
| 13 | 2012年 2月8日   | 03    | 御祝い大漁節                            | なかむら椿   | なかむら椿 | 宮澤謙     | 31位              | 徳間 ジャパン   | TKCA-90469 |
| 14 | 2013年 2月13日  | 01    | ハマギクの花                            | なかむら椿   | なかむら椿 | 伊戸のりお | 35位              | 徳間 ジャパン   | TKCA-90523 |
| 14 | 2013年 2月13日  | 02    | りんごの故郷                            | なかむら椿   | なかむら椿 | 伊戸のりお | 35位              | 徳間 ジャパン   | TKCA-90523 |
| 15 | 2014年 1月22日  | 01    | イギリス海岸                            | なかむら椿   | なかむら椿 | 伊戸のりお | 38位              | 徳間 ジャパン   | TKCA-90596 |
| 15 | 2014年 1月22日  | 02    | こっちを向いて                          | 未來里麻     | なかむら椿 | 宮澤謙     | 38位              | 徳間 ジャパン   | TKCA-90596 |
| 16 | 2014年 12月3日  | 01    | うすゆき草の恋                          | なかむら椿   | なかむら椿 | 伊戸のりお | 45位              | 徳間 ジャパン   | TKCA-90659 |
| 16 | 2014年 12月3日  | 02    | 子午線の町                              | 吹田晴也     | なかむら椿 | 伊戸のりお | 45位              | 徳間 ジャパン   | TKCA-90659 |
| 17 | 2015年 11月18日 | 01    | ふるさとの春                            | 飛鳥信       | 仲村つばき | 伊戸のりお | -                 | 徳間 ジャパン   | TKCA-90734 |
| 17 | 2015年 11月18日 | 02    | 国生み恋歌                              | 吹田晴也     | 仲村つばき | 伊戸のりお | -                 | 徳間 ジャパン   | TKCA-90734 |
| 17 | 2015年 11月18日 | 03    | 夜半の酒 (スーパーピンクパンサーVer.)   | 未来里麻     | なかむら椿 | 宮澤謙     | -                 | 徳間 ジャパン   | TKCA-90734 |
| 18 | 2017年 8月2日   | 01    | すずらんの道                            | 仲村つばき   | 仲村つばき | 伊戸のりお | -                 | 徳間 ジャパン   | TKCA-90975 |
| 18 | 2017年 8月2日   | 02    | 幸せ恋来い                              | 未來里麻     | 仲村つばき | 伊戸のりお | -                 | 徳間 ジャパン   | TKCA-90975 |
| 18 | 2017年 8月2日   | 03    | 女盛りは歳じゃない －ニューバージョン－ | 未來里麻     | なかむら椿 | 伊戸のりお | -                 | 徳間 ジャパン   | TKCA-90975 |
| 19 | 2018年 5月23日  | 01    | 椿の咲く港                              | 仲村つばき   | 仲村つばき | 伊戸のりお | 47位              | 徳間 ジャパン   | TKCA-91081 |
| 19 | 2018年 5月23日  | 02    | 金の鯱さん                              | 仲村つばき   | 仲村つばき | 伊戸のりお | 47位              | 徳間 ジャパン   | TKCA-91081 |
| 19 | 2018年 5月23日  | 03    | 夢ごよみ                                | 未來里麻     | 仲村つばき | 宮澤謙     | 47位              | 徳間 ジャパン   | TKCA-91081 |
| 20 | 2019年 5月15日  | 01    | 懐郷                                    | 仲村つばき   | 仲村つばき | 伊戸のりお | 45位              | 徳間 ジャパン   | TKCA-91176 |
| 20 | 2019年 5月15日  | 02    | これからも ごひいきに                   | 未來里麻     | 仲村つばき | 伊戸のりお | 45位              | 徳間 ジャパン   | TKCA-91176 |
| 21 | 2020年 5月20日  | 01    | どんどはれ                              | 仲村つばき   | 仲村つばき | 伊戸のりお | 29位              | 徳間 ジャパン   | TKCA-91271 |
| 21 | 2020年 5月20日  | 02    | 神戸しのび恋                            | 榎本敏子     | 仲村つばき | 伊戸のりお | 29位              | 徳間 ジャパン   | TKCA-91271 |
| 22 | 2021年 7月21日  | 両A面 | 命の道                                  | 仲村つばき   | 仲村つばき | 宮澤謙     | -                 | 徳間 ジャパン   | TKCA-91356 |
| 22 | 2021年 7月21日  | 両A面 | 愛の魔法                                | 仲村つばき   | 仲村つばき | 宮澤謙     | -                 | 徳間 ジャパン   | TKCA-91356 |
| 23 | 2022年 7月13日  | 01    | 命の道 合唱バージョン                   | 仲村つばき   | 仲村つばき | 宮澤謙     | -                 | 徳間 ジャパン   | TKCA-91440 |
| 23 | 2022年 7月13日  | 02    | TENDENKO 〜The Path of Life〜           | 白井樹       | 仲村つばき | 宮澤謙     | -                 | 徳間 ジャパン   | TKCA-91440 |
| 23 | 2022年 7月13日  | 03    | Blooming Love                           | 白井樹       | 仲村つばき | 宮澤謙     | -                 | 徳間 ジャパン   | TKCA-91440 |
| 24 | 2023年 8月2日   | 01    | ねがい桜                                | 仲村つばき   | 仲村つばき | 伊戸のりお | 34位              | 徳間 ジャパン   | TKCA-91517 |
| 24 | 2023年 8月2日   | 02    | 御祝い大漁節 〜ニューバージョン〜       | なかむら椿   | なかむら椿 | 宮澤謙     | 34位              | 徳間 ジャパン   | TKCA-91517 |
| 25 | 2024年 5月29日  | 01    | 苺                                      | 仲村つばき   | 仲村つばき | 蔦将包     | -                 | 徳間 ジャパン   | TKCA-91567 |
| 25 | 2024年 5月29日  | 02    | いがったな…                             | 仲村つばき   | 仲村つばき | 蔦将包     | -                 | 徳間 ジャパン   | TKCA-91567 |
| 26 | 2025年 7月23日  | 01    | いのち燦々                              | 仲村つばき   | 仲村つばき | 蔦将包     | -                 | 徳間 ジャパン   | TKCA-91634 |
| 26 | 2025年 7月23日  | 02    | 生まれ変わってもう一度                  | 仲村つばき   | 仲村つばき | 宮澤謙     | -                 | 徳間 ジャパン   | TKCA-91634 |

#### デュエット・シングル
| 発売日          | デュエット | 曲順 | タイトル                     | 作詞       | 作曲       | 編曲       | 規格品番   |
| --------------- | ---------- | ---- | ---------------------------- | ---------- | ---------- | ---------- | ---------- |
| 2015年 10月14日 | 黒川真一朗 | 01   | 心に花を咲かせましょう       | 伊藤薫     | 水森英夫   | 伊戸のりお | TKCA-90722 |
| 2015年 10月14日 | 黒川真一朗 | 02   | 思いがけないラブリー・ナイト | 伊藤薫     | 伊藤薫     | 伊戸のりお | TKCA-90722 |
| 2021年 11月10日 | 走裕介     | 01   | 二人で乾杯                   | 仲村つばき | 走裕介     | 宮澤謙     | TKCA-91377 |
| 2021年 11月10日 | -          | 02   | 神戸しのび恋 (歌：大沢桃子)  | 榎本敏子   | 仲村つばき | 伊戸のりお | TKCA-91377 |

#### 企画シングル
- 大沢桃子とスーパーピンクパンサー名義。

| 発売日         | 曲順 | タイトル                            | 作詞       | 作曲              | 編曲   | 規格品番   |
| -------------- | ---- | ----------------------------------- | ---------- | ----------------- | ------ | ---------- |
| 2016年 10月5日 | 01   | 恋する銀座                          | 仲村つばき | 仲村つばき 伊藤薫 | 宮澤謙 | TKCA-90845 |
| 2016年 10月5日 | 02   | 風の丘 (スーパーピンクパンサーVer.) | なかむら椿 | なかむら椿        | 宮澤謙 | TKCA-90845 |

### アルバム

#### ベスト・アルバム
| 発売日         | タイトル                               | 規格品番   |
| -------------- | -------------------------------------- | ---------- |
| 2006年12月6日  | 全曲集〜南部恋唄・暗門の滝〜           | TKCA-73130 |
| 2008年8月6日   | 自作自演〜大沢桃子ベストアルバム〜     | TKCA-73346 |
| 2009年11月4日  | 全曲集〜石割桜〜                       | TKCA-73476 |
| 2010年11月3日  | 全曲集〜風の丘〜                       | TKCA-73596 |
| 2011年10月26日 | 全曲集〜涙唄〜                         | TKCA-73690 |
| 2012年10月24日 | 全曲集〜恋し浜〜                       | TKCA-73822 |
| 2013年10月23日 | 全曲集〜ハマギクの花〜                 | TKCA-73984 |
| 2014年9月17日  | 全曲集〜イギリス海岸〜                 | TKCA-74135 |
| 2016年10月26日 | 全曲集〜ふるさとの春・うすゆき草の恋〜 | TKCA-74405 |
| 2017年11月22日 | 全曲集〜すずらんの道〜                 | TKCA-74585 |
| 2018年10月3日  | デビュー15周年記念ベストセレクション   | TKCA-74708 |
| 2020年10月7日  | 全曲集〜南部恋唄・どんどはれ〜         | TKCA-74914 |
| 2022年11月2日  | 全曲集〜命の道〜                       | TKCA-75120 |
| 2024年12月4日  | プレミアムベスト〜苺〜                 | TKCA-75255 |

### 映像作品

#### ライブ
| 発売日        | タイトル             | 規格 | 規格品番  |
| ------------- | -------------------- | ---- | --------- |
| 2024年3月13日 | 20周年記念コンサート | DVD  | TKBA-1385 |

#### ミュージック・ビデオ
| 発売日       | タイトル                       | 規格 | 規格品番  |
| ------------ | ------------------------------ | ---- | --------- |
| 2012年8月1日 | シングルビデオコレクション     | DVD  | TKBA-1156 |
| 2015年9月2日 | ビデオ全曲集〜うすゆき草の恋〜 | DVD  | TKBA-1230 |

## 出演

### ラジオ
- 聞いて、聞いて!大沢桃子です!!（IBC岩手放送）…第1・3・5土曜日 …終了
- 大沢桃子のさくら夢物語（ラジオ日本・坂井隆夫のほのぼの歌謡曲の番組内コーナー）…終了
- 大沢桃子のふるさとラジオ（きたかみE&beエフエム）…毎週金曜日、（FM花巻）…毎週水曜日
- 大沢桃子のストロベリータイム（CRT栃木放送）…毎週月曜日

### USEN番組
- C/G-23ch 演歌ステーション内 元気はつらつ歌謡曲「大沢桃子の出会いに感謝」（1時間番組）

### デジタルラジオ
- お気楽！えんか横丁〜歌謡小町編〜（スターデジオ・STATION 400）…終了

### CM
- さいとう製菓